# Onthophagus simius
Onthophagus simius är en skalbaggsart som beskrevs av Edmund Reitter 1893. Onthophagus simius ingår i släktet Onthophagus och familjen bladhorningar. Inga underarter finns listade i Catalogue of Life.